# Halicyclops venezuelaensis
Halicyclops venezuelaensis – gatunek widłonoga z rodziny Halicyclopidae. Opisał go w 1954 roku szwedzki zoolog Knut Lindberg. Gatunek ten stwierdzono w Wenezueli i Belize.